# Рабих аз-Зубайр
Рабих аз-Зубайр ибн Фадль Аллах (араб. رابح فضل الله ,رابح الزبير ابن فضل الله‎; около 1842 или около 1845, Хартум — 22 апреля 1900, Куссери, Германский Камерун) — суданский военачальник и работорговец. 

## Начало карьеры
Родился около 1842 года в пригороде Хартума, выходец из арабского племени Халфайя аль-Мулук. Службу проходил в нерегулярной египетской кавалерии в неудачной для Египта войне против Эфиопской империи, во время которой был ранен. 
В XIX веке Хартум стал важным арабским рынком работорговли, рабы поставлялись через сеть торговых фортов зариба (араб. زريْـبـة‎), укреплённых зарослями терновника базах, созданных в районе Бахр-эль-Газаль, удерживаемых базинкирами (вооружёнными огнестрельным оружием солдатами-рабами).[стиль] Военачальник и рабовладелец Аз-Зубайр Рахма Мансур взял под свой контроль регион с зарибами и в 1872 году был назначен египетским хедивом Исмаилом пашой или губернатором Бахр-эль-Газаля. После увольнения из армии в 1860-х годах, Рабих стал старшим офицером суданского рабовладельца Зубайра паши. Возможно, Рабих был родственником аз-Зубайра, поэтому к нему было доверительное отношение.
В 1874 году аз-Зубайр завоевал Дарфурский султанат. В 1876 году отправился в Каир, чтобы просить хедива  Исмаила официально утвердить его в Дарфуре, но вместо этого был подвергнут опале и заключён в тюрьму. Это вызвало в 1878 году восстание сына аз-Зубайра, Сулеймана, и его помощников, таких как Рабих. В ответ генерал-губернатор Судана Чарльз Джордж Гордон назначил Ромоло Гесси губернатором Бахр-эль-Газаля и отправил его подавлять восстание; Сулейман сдался 15 июля 1879 года и был казнён. Рабих же успел покинуть Сулеймана до того, как тот сдался, Гесси сообщает, что он бежал уже в июне, понеся тяжёлые потери.
Чтобы бежать из Египта, Рабих покинул Бахр-эль-Газаль и направился на юг с 700–800 базингири и 400 винтовками. Используя тактику зариба, в 1880-х годах он создал своё собственное государство между бассейнами рек Нил и Убанги, в регионах Крейч и Дар-Бенда, к югу от султаната Вадаи, регион, который он полностью опустошил.
В 1885 году он попытался вернуться в Судан по приглашению самопровозглашённого махди Мухаммада Ахмада, который создал своё собственное теократическое радикально-исламское государство. Махди отправил в качестве послов Зин эль-Абеддина и Джабара, и Рабих последовал за ними обратно в Дарфур, предложив встретиться с Ахмадом в Омдурмане; но когда он узнал о заговоре с целью его убийства, он передумал и вернулся назад.
В 1887 году войска Рабиха вторглись в Дарфур, завербовали базингиров и обосновались в Дар Коути; однако его война против агида Саламата Шериф эд-Дина, командующего войсками султана Ваддаи, провалилась. В 1890 году он напал на мусульманского вождя Кобура на севере от будущего Убанги-Шари, сверг его и посадил на его место его племянника Махди аль-Сенусси, которому он навязал свой сюзеренитет. Этот союз был скреплён браком Хадиджи, дочери Аль-Махди аль-Сенусси, с сыном Раббиха Фадлаллой. Вместе Мохаммед и Рабих напали на Дар Рунгу, Крейч, Гулу, а затем на Банда Нгао.

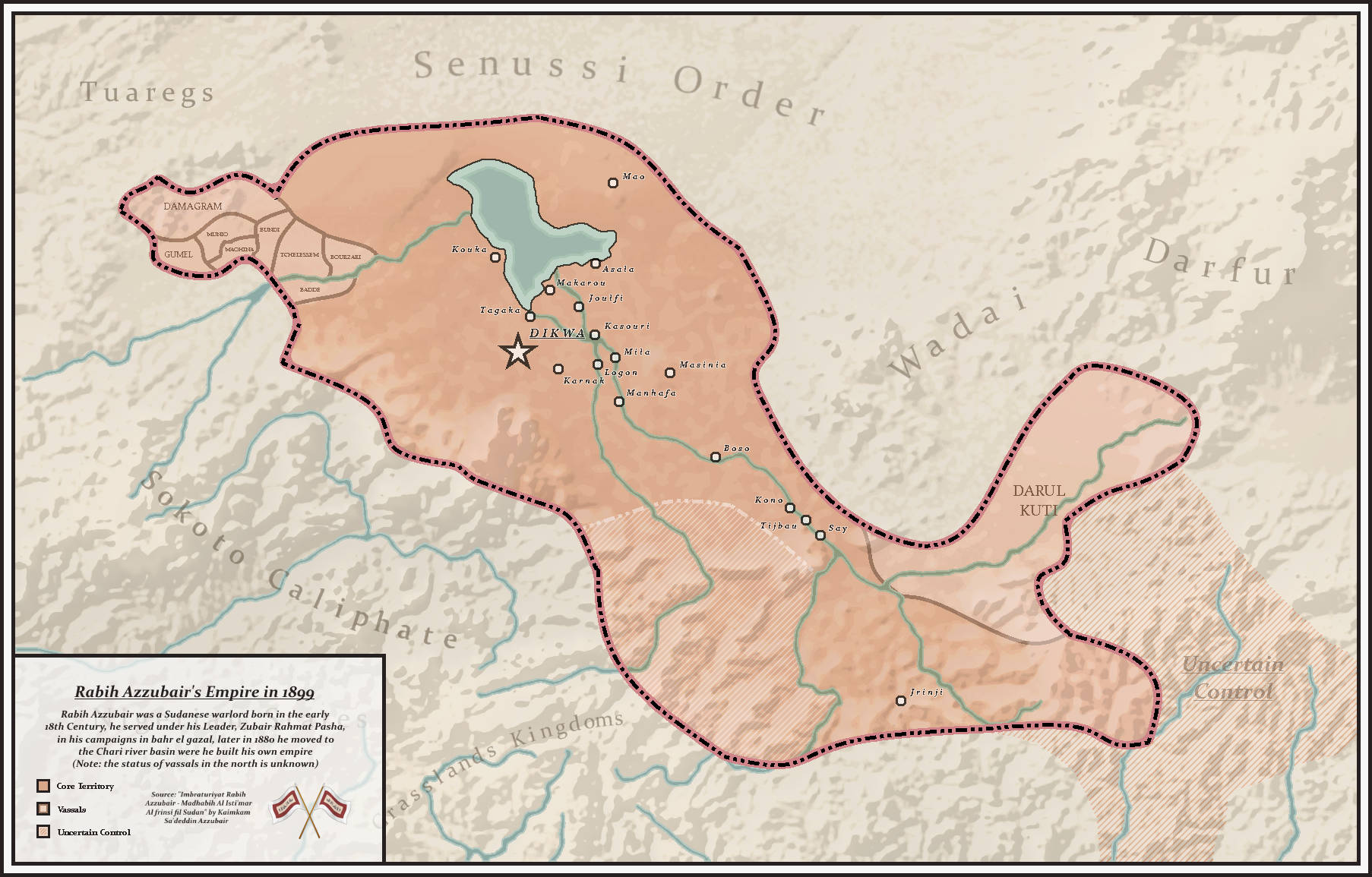
Карта владений Рабиха в 1899 году.

Приблизительная карта империи Рабиха в 1896 году.

Союз Мохаммеда аль-Сенусси с Рабихом беспокоил колониальные державы, особенно Францию, которая рассматривала возможность установления контроля над Центральной Африкой. Мохаммед аль-Сенусси остался верен Рабиху и в 1891 году убил француза Поля Крампеля в Дар Банде. Рабих вернул оружие экспедиции.
На юго-востоке озера Чад он напал на султанат Багирми в 1892 году, обвинив их банге (султана) Абд ар Рахман Гварангу в подписании протектората с французами. Гваранга находился в осаде в Манджаффе в течение трех-пяти месяцев, а позже был вынужден покинуть свою столицу, которая была полностью разрушена в марте 1893 года.

## Завоевание Борну в 1893 году
В 1893 году Рабих также обратил своё внимание на империю Канем-Борну шеху (царя) Ашими. Борно было сахельским царством, существовавшим в течение нескольких столетий. На тот момент империя имела армию в 80 000 солдат, в основном рабов, которыми командовали рабы, которая находилась в полном упадке.
По дороге в Борно Рабих взял в плен султана Карнака Логоне, столица которого незамедлительно распахнула свои ворота. Шеху Ашими послал 15 000 солдат против Рабиха; последний разгромил их в мае или сентябре 1893 года сначала при Ам Хоббио (к югу от Декоа), а затем при Легаруа, имея всего 2 000 кавалеристов. Ашими бежал к северу от Комадугу Йобе, откуда он, возможно, пытался вести переговоры с Рабихом; но он был убит по наущению своего племянника Кьяри, который затем стал шеху и решил бороться с Рабихом. Рабих встретился с Кьяри в Гашегаре, в двух днях пути от Кукавы, столицы Борно; Кьяри разбил Рабиха и захватил его лагерь. На следующий день Рабих собрал свои силы и приказал дать по 100 ударов плетью всем своим знаменосцам, включая его собственного любимого сына Фадлаллаха. Пощадили только Бубакара, который храбро сражался. Затем он приказал начать победоносное контрнаступление; Кьяри, который отказался бежать, был схвачен и обезглавлен. Что касается столицы Кукавы, то она была разграблена и полностью разрушена.
После убийства шеху Кьяри в 1894 году члены династии Эль-Канеми разбежались по всему региону. Одна группа бежала в Зиндер, другие в Кано, одни в Канем, другие в Мандару, остальные скрылись по всему Борно. Позже Рабих отправил приглашение членам династии переехать жить к нему в Дикву, двадцать три члена династии, включая двух шеху, Абу-Бакра Гарбаи и Умара Санда Киарими, приняли его.
Рабих сделал Дикву столицей и построил там дворец, которому позже суждено было завоевать восхищение французского губернатора Эмиля Жантиля. Местная легенда гласит, что во время строительства не хватало воды, и для его стен использовали кровь, смешанную с песком.

## Правитель Борну (1893–1900 гг.)

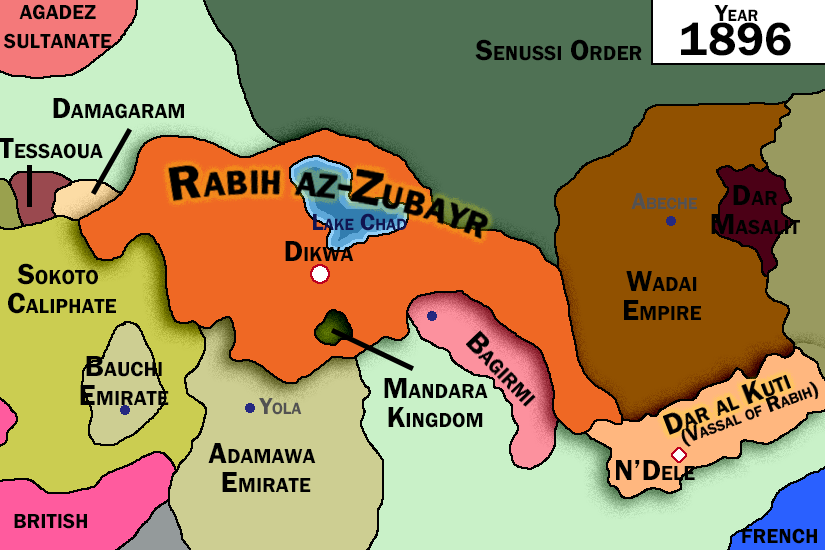
Империя Рабиха и соседний регион, 1896 год.

Желая модернизировать свою армию, Рабих попытался в 1895 году заключить соглашение с Королевской Нигерской компанией в Йоле о приобретении пороха и боеприпасов, но безуспешно. Он начал противостоять компании в 1896 году, а в следующем году даже выступил в поход на Кано, в то время как его вассал Мухаммад аль-Сенусси основал в Дар-эль-Кути укреплённую столицу Нделе между Бахр-Аууком и рекой Убанги, которую сенусситы удерживали до 1911 года.
В течение семи лет Рабих был шеху империи Борну и потратил много усилий на возрождение приходящей в упадок империи, которая до тех пор сохраняла те же феодальные структуры, что и в XVI веке. Рабих сохранил вассальных султанов на своих местах, но подчинил их своим офицерам, которые в основном были суданскими арабами, как и он сам. Он обнародовал новый правовой кодекс, основанный на шариате, рационализировал налогообложение путём создания бюджета, установил в Борну военную диктатуру, что привлекло внимание колониальных держав. Эмиль Жантиль должен был говорить о реформах Рабиха в Борну с определенной долей интереса; позже они вдохновили его на организацию территории Чада.
Многие рассказывали о его крайней жестокости. Например, однажды он приказал казнить одну из своих наложниц за то, что она хранила талисман, предназначенный для завоевания любви Рабиха, а вместе с ней и марабута, который расшифровал талисман; или о вечерах, которые он проводил, слушая Али, поэта, воспевавшего его подвиги.
Что ещё более важно, Рабих начал регулярную серию рейдов по грабежу и захвату рабов; это было возвращением к традиционной деятельности султанов Борну, которая была описана в 1526 году Львом Африканским. Подсчитано, что его вассал Махди ас–Сенусси ежегодно захватывал 1500–2000 рабов, не считая убийств, ранений и других убытков, которые он причинял. Итоговые показатели для Рабаха, должно быть, были намного выше.

## Прямой конфликт с французами (1899–1900 гг.)

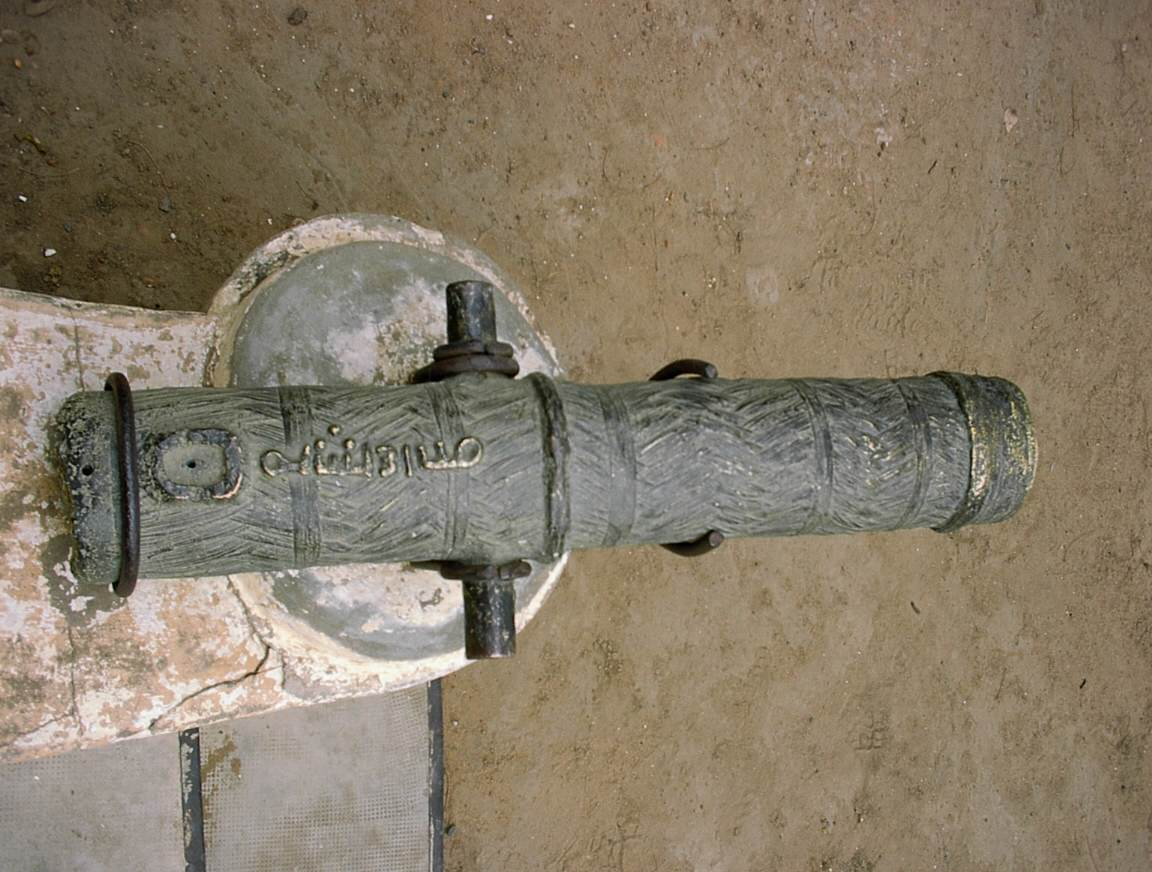
Одна из пушек Рабиха, захваченных французами.

В 1899 году Рабих имел в своём распоряжении 10 000 человек пехоты и кавалерии, все они были вооружены винтовками (в основном устаревшими, за исключением 400 винтовок более новой модели), а также большим количеством вспомогательных войск, вооружённых копьями или луками. Он держал гарнизоны в Баггаре и Карнак-Логоне.
В 1899 году Рабих принял в Декоа французского исследователя Фердинанда де Беагля. Дискуссия между ними переросла в ссору, и Беагль был арестован. 17 июля лейтенант Анри Бретонне, посланный Францией против Рабиха, был убит вместе с большинством своих людей в битве при Тогбао, на берегу реки Шари, в современном Сархе. Благодаря этой победе Рабих получил пушки (которые французы отбили при Куссери) и приказал своему сыну Фадлалле, которого он оставил в Дикоа, повесить Беагля.

Голова Рабиха на пике после битвы при Куссери 22 апреля 1900 года.

В ответ колонна французской армии, следовавшая из Габона во главе с Эмилем Жантилем при поддержке парохода Леон Блот, столкнулась с Рабихом в Куно в конце года. Даже если французов ослабили потери, это не помешало им продолжить наступление и взять Куссери. Здесь они объединились с колонной Лами, которая прибыла из Алжира, и колонной Джоалланда-Мейнье, которая выступила из Нигера. Лами принял командование объединёнными силами.
Только после того, как Джентиль прибыл в Канем в апреле 1900 года, он понял, что Диква находится в «немецком» Борну. Это означает, что французские войска не смогут войти в Дикву из-за международной конвенции. Джентил решил заставить султана Багирми Гваранга написать шеху Умару Куре письмо с жалобой на агрессию Рабиха на его территории и попросить шеху о помощи. Затем шеху ответил ему, по указанию французов, что у него самого недостаточно возможностей для нападения на Рабиха. Затем он разрешил Гарангу и его союзникам, французам, войти в Борну, чтобы победить Рабиха. Таким образом, Джентил получает законное основание для вторжения в Дикву, получив законное приглашение от правителя Борну.
Окончательное столкновение между Рабихом и французами состоялось 22 апреля 1900 года. Французские войска состояли из 700 человек, плюс 600 стрелков и 200 кавалеристов, предоставленных союзным султанатом Багирми. Оставив Куссери, французы тремя колоннами атаковали лагерь Рабиха. Хотя командующий Лами был убит в последовавшем сражении, силы Рабиха были разбиты, и при бегстве через реку Шари Рабих был убит.
Сын Рабиха, Фадлалла, в момент его смерти находился в Логоне. Узнав о смерти своего отца, он вернулся в Дикву и забрал его вещи и оставшуюся семью. С армией в 5000 человек он отступил на юг, в конце концов обосновавшись в Кочи, а затем в Муби в эмирате Адамава. Он немного отдохнул там, а затем переехал в Килбу. Оттуда он отправил сообщение британскому «резиденту», Хевби, в Иби с просьбой признать его правителем Борну. Британцы послали майора Макклинтока побеседовать с Фадлаллой относительно признания, и майор был впечатлён им, рекомендовав признать его без промедления. Но верховный комиссар Фредерик Лугард уехал в отпуск в Великобританию, что означало, что признание будет отложено. Фадлалла послал войско, чтобы отвоевать Дикву у шеху Абу-Бакра Гарбая. 23 августа 1901 года войска шеху вместе с войсками французскими двинулись маршем к Гуджбе, где в битве они убили Фадлаллалу.